# Sam Howell
Sam Howell (Waynesville, Carolina del Norte, 16 de septiembre de 2000) es un jugador profesional estadounidense de fútbol americano, se desempeña en la posición de quarterback en Seattle Seahawks, en la National Football League (NFL).

## Carrera
Fue seleccionado en la quinta ronda en la Reunión Anual de Selección de Jugadores de la NFL de 2022. Hizo su debut profesional con el equipo Washington Commanders, donde jugó dos temporadas, en 2024 pasó a Seattle Seahawks.